# 橋本祐輔
橋本 祐輔（はしもと ゆうすけ、1954年（昭和29年）1月22日 - ）は、日本の政治家。元豊後大野市長（2期）。

## 経歴
大分県立竹田高等学校、西南学院大学卒業。1978年（昭和53年）から身体障害者療護施設の生活相談員。高齢者デイサービスセンターの所長も務めた。身体障害者療護施設では「自治」の精神を大事にし、ベッドの配置を入所者に決めさせるなどした。1996年（平成8年）1月から（旧）緒方町議会議員を3期、2005年（平成17年）4月から豊後大野市議会議員を1期務めた。
2009年（平成21年）4月12日に行われた豊後大野市長選挙に立候補。現職の芦刈幸雄、元市議の佐藤生稔らを破り初当選を果たした。4月24日、市長就任。
2013年（平成25年）、再選。2017年（平成29年）の市長選は元市職員の川野文敏に91票差で敗退した。

## 政策
市民一人ひとりとの対話を大切にした『1メートルからの民主主義』」を信条とした。厳しい財政を背景に庁舎を立て直そうとする市政に「予算の使い方がおかしい」と疑問を抱き、出馬し当選。市庁舎を建てる計画は凍結し、まずは市民の生活に密着したところを手厚くし、次に地場産業を支援すると述べた。※建て替えられています